# Campeonato Panamericano de Balonmano Masculino Junior de 2002
El V Campeonato Panamericano de Balonmano Masculino Junior de 2002 se disputó entre el 3 y el 7 de septiembre de 2002  en Santiago de Chile, Chile. y es organizado por la Federación Panamericana de Balonmano Este campeonato entregó tres plazas para el Campeonato Mundial de Balonmano Masculino Junior de 2003

## Grupo Único
| Equipo         | PTS | J | G | E | P | GF  | GC  | DG  |
| -------------- | --- | - | - | - | - | --- | --- | --- |
| Argentina      | 9   | 5 | 4 | 1 | 0 | 146 | 88  | +58 |
| Brasil         | 9   | 5 | 4 | 1 | 0 | 156 | 109 | +47 |
| Puerto Rico    | 4   | 5 | 2 | 0 | 3 | 121 | 145 | -24 |
| Chile          | 4   | 5 | 2 | 0 | 3 | 120 | 129 | -9  |
| Canadá         | 4   | 5 | 2 | 0 | 3 | 136 | 128 | +8  |
| Estados Unidos | 0   | 5 | 0 | 0 | 5 | 80  | 160 | -80 |

### Resultados
| Fecha     | Hora  | Partido³    | Partido³ | Partido³       | Resultado |
| --------- | ----- | ----------- | -------- | -------------- | --------- |
| 3.09.2002 | 16:00 | Brasil      | -        | Puerto Rico    | 36-31     |
| 3.09.2002 | 18:30 | Argentina   | -        | Canadá         | 27-26     |
| 3.09.2002 | 21:00 | Chile       | -        | Estados Unidos | 25-17     |
| 4.09.2002 | 15:00 | Canadá      | -        | Estados Unidos | 33-12     |
| 4.09.2002 | 17:00 | Argentina   | -        | Puerto Rico    | 30-08     |
| 4.09.2002 | 19:00 | Brasil      | -        | Chile          | 24-20     |
| 5.09.2002 | 15:00 | Brasil      | -        | Estados Unidos | 41-13     |
| 5.09.2002 | 17:00 | Canadá      | -        | Puerto Rico    | 29-25     |
| 5.09.2002 | 19:00 | Argentina   | -        | Chile          | 28-15     |
| 6.09.2002 | 15:00 | Argentina   | -        | Estados Unidos | 37-15     |
| 6.09.2002 | 17:00 | Brasil      | -        | Canadá         | 31-21     |
| 6.09.2002 | 19:00 | Puerto Rico | -        | Chile          | 33-27     |
| 7.09.2002 | 09:00 | Puerto Rico | -        | Estados Unidos | 24-23     |
| 7.09.2002 | 11:00 | Chile       | -        | Canadá         | 33-27     |
| 7.09.2002 | 13:00 | Argentina   | -        | Brasil         | 24-24     |

| Argentina           |
| Campeón             |
| Argentina 2° título |

### Clasificación general
| Argentina         |
| Brasil            |
| Puerto Rico       |
| 4. Chile          |
| 5. Canadá         |
| 6. Estados Unidos |

## Clasificados al Mundial 2003
| Bandera de Argentina | Bandera de Brasil | Bandera de Puerto Rico |
| Argentina            | Brasil            | Puerto Rico            |
| -------------------- | ----------------- | ---------------------- |